# United Press International
Юнайтед Прес Інтернешнл, ЮПІ (United Press International, UPI) — інформаційне агентство США, в минулому одне з найбільших у світі. Штаб-квартира розташована у Вашингтоні.
Засноване 1907 року під назвою «United Press Association», а 1958 року злилося з агентством «International News Service» й отримало сучасну назву. 2000 року куплено афілійованою з Церквою об'єднання медіакомпанією «News World Communications».

## Історія

### United Press Association
Видавець першої мережі популярних американських газет Едвард Скріппс (англ. Edward W. Scripps) після того, як «Ассошіейтед прес» відмовилося надавати свої послуги його газетам, разом зі своїм партнером Мілтоном Макреєм (англ. Milton A. McRae) об'єднали три регіональні агентства новин («Publisher's Press Association», «Scripps McRae Press Association» і «Scripps News Association») в «United Press Association» 21 червня 1907 року. Скріппс заснував компанію на тому принципі, що не повинно бути жодних обмежень для тих, хто купує новини в пресслужби. Вільям Рендольф Герст (англ. William Randolph Hearst) приєднався до цього протистояння 1909 року після заснування ним «International News Service».

Інформаційний зал United Press у Нью-Йорку, 1933 рік

Агентство орієнтувалося на популярні газети, що переживали тоді час свого підйому. Талановиті редактори змогли виробити ясний і доступний стиль, який сильно вплинув на сучасні жанри новин. Агентство збирало і публікувало новини, що становлять загальний інтерес, які завоювали любов місцевих газет і принесли агентству популярність.

### United Press International
До 1978 року UPI поряд з «Ассошіейтед Прес» стало монополістом у поширенні інформації в США, обслуговуючи «⅔ американських газет і понад 3,2 тис. радіо- і телестанцій США».
«United Press International», яка свого часу мала понад 6400 клієнтів, у тому числі понад 2 тис. закордонних у 114 країнах і понад 6000 працівників у 223 новинних бюро по всьому світу, 1993 року закрила всі свої бюро і зараз має лише п'ятьох репортерів у своїй штаб-квартирі у Вашингтоні.
2000 року компанія остаточно збанкрутіла і була викуплена міжнародною медіакомпанією «News World Communications», власником якої був Мун Сон Мьон — засновник газети «The Washington Times» та Церкви об'єднання.
Через свої інформаційні стрічки «United Press International» щоденно висвітлює внутрішні та міжнародні новини у сфері бізнесу, розваг, спорту, науки, охорони здоров'я, а також випускає огляди та аналітику на теми: загроз, що з'являються, безпеки у промисловості та енергетичних ресурсів через свою послугу «преміум». Продукція агентства представлена в текстовому, відео і фото форматах. Її новини подаються англійською, іспанською й арабською мовами.